# Šin Nagata
Šin Nagata nebo Nagata nové nádraží je osobní železniční nádraží a stanice v Japonsku. 

## Historie
Nádraží japonskych dráh bylo otevřeno v roce 1954 mezi Takatorím a Hjógem. Městské vlaky Linky A začaly zastavovat. Stanice okresního metra bylo otevřeno v roce 1977, kdy Séšinská trať (Linka S) byla otevřena. Jamatská trať (Linka S) byla otevřena v roce 1983, Kajganská trať (Linka K) v roce 2001.

## Současnost

### Nástupiště
JR nádraží a podzemní stanice mají celkem 6 dopravních kolejí. 
| Stanice            | kolej | linka           | směr       |
| ------------------ | ----- | --------------- | ---------- |
| JR                 | 1     | A Městské vlaky | Kóbe       |
| JR                 | 2     | A Městské vlaky | Suma       |
| Podzemní (Linka K) | 1     | K Metro         | Misaki     |
| Podzemní (Linka K) | 2     | K Metro         | Misaki     |
| Podzemní (Linka S) | 1     | S Městské vlaky | Minatogava |
| Podzemní (Linka S) | 2     | S Městské vlaky | Mjódani    |

### Vlakové trasy
- Linka  S 
  - Městský vlak.
- Linka  A 
  - Městský vlak.
- Linka  K 
  - Metro.

Stav: 13. březen 2021 
| Průměrný interval (min) | Trasa na západ                                                          | Linka | Trasa na východ a jih                                                                                     | Průměrný interval (min) | Společnost |
| ----------------------- | ----------------------------------------------------------------------- | ----- | --- | ----------------------- | ---------- |
| 7.5                     | Séšin Čúó -…- Mjódani - Mjóhóži - Itajado - Šin Nagata                  | S     | Šin Nagata - Nagata - Kamisava - Minatogava Kóen -…- Kóbe,Tanigami                                        | 7.5                     | Okres Kóbe |
| 7.5                     | (Kakogava,Akaši -...- ) Suma - Suma Kaihin Kóen - Takatori - Šin Nagata | A     | Šin Nagata - Hjógo - Kóbe - Motomači - Samnomija -...- Takacuki, Šidžónavate                              | 7.5                     | JR West    |
|                         |                                                                         | K     | Šin Nagata - Komagabajaši - Karumo - Misaki Kóen - Vadamisaki - Čúó Iciba mae -…- Samnomija Hanadokei mae | 10                      | Okres Kóbe |

### Okolní objekty
- Park Vakamacu
  - Socha "Tecžin-28gó (Železný člověk č.28)"
- Asuta Kunidzuka